# اسم عربي

لوحة اسم محمود خان بن عبد الحميد مظفر دائما، الخليفة العثماني

الأسماء العربية عادة ما تتكون من نظام تسمية طويل. فهي لا تتكون من اسم أول واسم أوسط ولقب فحسب، بل من سلسلة طويلة من الأسماء، وهو النظام المستخدم في العالم العربي كله. ونظرا لأهمية اللغة العربية في الإسلام، يستخدم الأغلبية العظمى من المسلمين حول العالم الأسماء العربية. ولكن نادرا ما يستخدم نظام التسمية الطويل خارج الوطن العربي.

## تركيبة الاسم العربي
وتنقسم الأسماء الى:
- الأسماء من مقطع واحد مثل: فاروق، محمود.
- الأسماء التي من مقطعين مثل: عبد الوهاب، عز الدين.

### كنية
الكنية هي وسيلة لتعريف الشخص عن طريق الابن الأول أو الابنة الأولى له أو شيء يميزه عن طريق إضافة كلمة «أبو» أو «أم» مثل: أبو عمار، أم سلمة، أبو مرزوق، أبو الهوا، أبو غالب.

### لقب
هو في الغالب صفة أو اسم ما يحمل طابع الشخص ويدلّ عليه. أحيانًا يُلحق باسمه، مثلًا: هارون الرشيد - هارون هو الاسم العربي من آرون، ولقبه الرشيد وهي الصفة. المعتصم بالله - هو الخليفة أبو إسحق محمّد والمعروف بلقب المعتصم بالله. الظاهر بيبرس - لقبه الظاهر وهو الصفة، وبيبرس هو الاسم. وأحيانًا يُستبدل به الاسم تمامًا، مثلًا كـ «عنتر» الذي نسي الناس تقريبًا أنّ اسمه في الأصل «ماهر»، أضحى لقبه، عنتر، هو الاسم الذي يدلّ الناس به عليه.

### نسب
النسب هو اسم يحمله كل أفراد العائلة من اخوة وأخوات وأبناء العم مثل: محمد بن عبد الله وعمر بن الخطاب

### نسبة
قد ينسب الشخص إلى قبيلته مثل الحجاج بن يوسف الثقفي أو المكان الذي ولد به أو نشأ به مثل أبو مصعب الزرقاوي، أو إلى عرقه مثل سلمان الفارسي، أو الصنعة التي يتقنها أو الشيء الذي يشتهر به مثل محمد السبعاوي وهشام بوعلام في مناطق المغرب العربي ويوسف الحلواني وعلي الأعرج وغيرها.